# Lectura de la Torá
La lectura de la Torá, en idioma hebreo: קריאת התורה|K'riat haTorah|«Lectura [de] la Torá»; pronunciación asquenazí: «Kriyas haTorah») es una tradición religiosa  que implica la lectura pública de un conjunto de pasajes de un rollo de la Torá. El término a menudo se refiere a toda la ceremonia de retirar el rollo (o los rollos) del Arca de la Torá, cantar el pasaje apropiado con una Cantilación hebrea (tropo) especial y devolver el rollo (o los rollos) al arca.
También se le llama comúnmente «leer» (en yiddish לייענען (leyenen), que significa «leer»).
La lectura pública regular de la Torá fue introducida por Esdras, el escriba, tras el regreso de los exiliados de Judea del cautiverio babilónico (c. 537 a. C.), como se describe en el Libro de Nehemías. En la era moderna, los judíos ortodoxos practican la lectura de la Torá según un procedimiento establecido que casi no ha cambiado desde la era talmúdica. Desde el siglo XIX d. C., el reformismo y el conservadurismo han hecho adaptaciones a la práctica de la lectura de la Torá, pero el patrón básico de la lectura de la Torá ha permanecido generalmente igual:
Como parte de los servicios de oración de la mañana o la tarde en ciertos días de la semana o días festivos, se lee una sección del Pentateuco de un rollo de la Torá. Las mañanas de Shabat (sábado), se lee una sección semanal (conocida como sedra o porción semanal de la Torá), seleccionada de manera que se lea todo el Pentateuco de forma consecutiva cada año.  Los sábados por la tarde, los lunes y los jueves, se lee el comienzo de la porción del siguiente sábado. En fiestas judías (incluidas Jol Hamoed, Janucá y Purim), Rosh Jodesh, y días de ayuno, se leen secciones especiales relacionadas con el día.
Muchos judíos celebran una fiesta anual, Simjat Torá, para celebrar la finalización del ciclo anual de lecturas.